# Buzy
 Buzy  (en occitano Busi) es una población y comuna francesa, en la región de Aquitania, departamento de Pirineos Atlánticos, en el distrito de Oloron-Sainte-Marie y cantón de Arudy.

## Demografía
| 919 | 1 015 | 1 065 | 1 307 | 1 354 | 1 375 | 1 360 | 1 361 | 1 402 | 1 356 | 1 405 | 1 296 | 1 301 | 1 538 | 1 268 | 1 208 | 1 170 | 1 110 | 1 114 | 1 101 | 929 | 917 | 891 | 874 | 830 | 812 | 899 | 838 | 840 | 940 | 951 | 880 | 847 |
| Para los censos de 1962 a 1999 la población legal corresponde a la población sin duplicidades (Fuente: INSEE [Consultar]) |       |       |       |       |       |       |       |       |       |       |       |       |       |       |       |       |       |       |       |     |     |     |     |     |     |     |     |     |     |     |     |     |

## Economía
La principal actividad es la agrícola y ganadera.